# Jackie Shane
Jackie Shane (* 15. Mai 1940 in Nashville, Tennessee; † 21. Februar 2019 ebenda) war eine US-amerikanische Jazz- und Rhythm-and-Blues-Sängerin.

## Werdegang
Jackie Shane wurde 1940 geboren und dem männlichen Geschlecht zugewiesen. Seit dem fünften Lebensjahr hatte sie das Gefühl eigentlich ein Mädchen zu sein und mit 13 trat sie erstmals als solches in Erscheinung; unterstützt wurde sie hierbei von ihrer Mutter. Shane selbst bezeichnete sich als homosexuell.
Shane trat als Schlagzeugerin verschiedener lokaler Bands auf, bevor es sie, um 1959, nach Toronto zog, wo sie Leadsängerin in der Band von Frank Motley wurde. Shane, die nicht nur mit ihrer Stimme, sondern auch mit ihrem extrovertierten Auftreten und ihren temperamentvollen Bühnenshows für Aufsehen sorgte, wurde eine bekannte Größe des Nachtlebens und ein Star der Musikszene in und um Toronto der 1960er Jahre. Als Afroamerikanerin und Transgender-Künstlerin fühlte sie sich in Kanada das erste Mal richtig „frei“.
Shane trat auf der Bühne männlich in Erscheinung, trug jedoch starkes Make-up, eine auffallende, mit Pailletten besetzte Garderobe und verschiedene Perücken und wurde so vom Publikum zeitweise als Dragqueen wahrgenommen. Einen Auftritt in der populären Late-Night-Show von Ed Sullivan lehnte sie ab, da sie sich für das eher konservative US-Fernsehpublikum abschminken sollte. Erst Ende der 60er Jahre trat sie in der Öffentlichkeit ganz als Frau in Erscheinung und wurde als The Exciting Miss Jackie Shane vorgestellt. Plattenveröffentlichungen ab 1962 wurden in Kanada auch zu einem kommerziellen Erfolg und sie konnte mit Any Other Way Hit-Notierungen in den regionalen Musikcharts erzielen, das wichtige RPM Magazine notierte die Single 1967 auf Platz 68.  1965 hatte sie in Night Train ihren einzigen Fernsehauftritt; Ende der 1960er Jahre folgten Auftritte mit Etta James und Jackie Wilson.
1971 verschwand die Künstlerin aus der Öffentlichkeit; sie zog zurück in die USA, um sich um ihre Mutter zu kümmern. Erst 2017, als eine Zusammenstellung ihrer Lieder veröffentlicht wurde, rückte Shane wieder ins Licht der Öffentlichkeit. Ein letztes Radiointerview gab sie 2019.
Jackie Shane starb im Alter von 78 Jahren in ihrer Heimat.

## Ehrungen

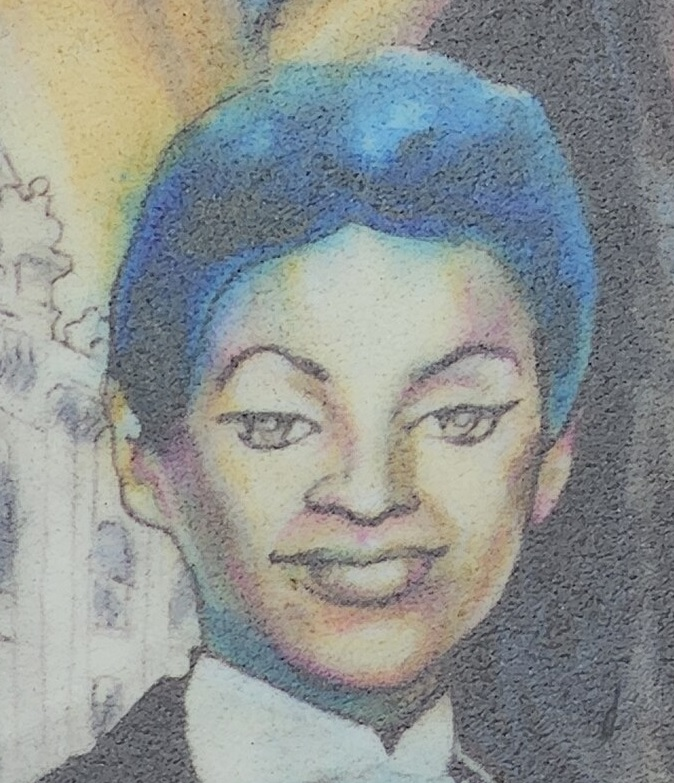
Jackie Shane auf dem History of Music Wandgemälde (Ausschnitt)

Jackie Shane gehört zu den Künstlern, die auf einem Wandgemälde von Adrian Hayles auf einem 22 Stockwerke hohen Gebäude verewigt wurden. Das Gebäude befindet sich in der Innenstadt von Toronto. Hier wurde Personen wie Ronnie Hawkins, Glenn Gould oder B.B. King gedacht, die sich in der Musikszene der 1950er und 1960er Jahre besonders verdient gemacht haben.
2015 wurde das Album Live! für den Polaris Music Prize in der Kategorie Slaight Family Polaris Heritage Prize nominiert. Any Other Way wurde bei den Grammy Awards 2019 in der Kategorie Best Historical Album nominiert.

## Diskografie (Auswahl)
Alben
- 1967: Jackie Shane Live!

Bootlegs
- 2000: Honkin’ at Midnight (mit Frank Motley and his Motley Crew)
- 2011: Live at the Saphire Tavern

Kompilation
- 2017: Any Other Way

Singles
- 1962: Money (That’s What I Want) / I’ve Really Got the Blues
- 1962: Have You Ever Had the Blues? / Money (That’s What I Want)
- 1962: Any Other Way / Sticks and Stones
- 1963: In My Tenement / Comin’ Down
- 1967: Stand Up Straight and Tall / You Are My Sunshine
- 1969: Cruel Cruel World / New Way of Lovin’

## Dokumentation
- 2010: CBC Radio: I Got Mine: The Story of Jackie Shane
- 2011: Yonge Street: Toronto Rock & Roll Stories